# 간균속
간균(桿菌)은 간균과의 간균속(Bacillus 바킬루스[*])에 속하는 막대 모양의 그람양성세균의 총칭이다. 후벽균류의 한 종류이다. 간균은 완전 호기성이거나 통성혐기성이며, 효소 카탈라아제에 양성 반응을 보인다. 자연에서 흔히 발견되는 간균은, 독립 생활을 하는 종류와 병원균의 종류를 포함한다. 스트레스가 많은 환경 조건에서 세포들은 계란형의 내성포자들을 생성하여 연장된 기간 동안 휴면기로 머물 수 있다. 원래 이러한 특성들이 속(屬)을 결정하였지만, 모든 종들이 밀접한 관계를 갖는 것이 아니어서, 여럿이 다른 속으로 옮겨졌다.

## 일부 종
| - B. acidocaldarius - B. alcalophilus - B. alvei - B. aminovorans - B. amyloliquefaciens - B. aneurinolyticus - 탄저균(B. anthracis) - B. aquaemaris - B. atrophaeus - B. azotoformans - B. badius - B. boroniphilus - B. brevis - B. caldolyticus - B. centrosporus - 바킬루스 세레우스 (B. cereus) - B. circulans - B. coagulans - B. fastidious | - B. firmus - B. flavothermus - B. fusiformis - B. galliciensis - B. globigii - B. globisporus - B. infernus - B. insolitus - B. larvae - B. laterosporus - B. lentimorbus - B. lentus - B. licheniformis - B. macerans - B. macquariensis - B. marinus - B. megaterium - B. mesentericus - B. mucilaginosus | - B. mycoides - B. natto - B. pantothenticus - B. pasteurii - B. polymyxa - B. popilliae - B. pseudoanthracis - B. pumilus - B. schlegelii - B. sphaericus - B. sporothermodurans - B. stearothermophilus - 고초균(B. subtilis) - B. thermoglucosidasius - 바킬루스 투링기엔시스 (B. thuringiensis) - B. vulgaris - B. weihenstephanensis |